# Jacobo Calderón

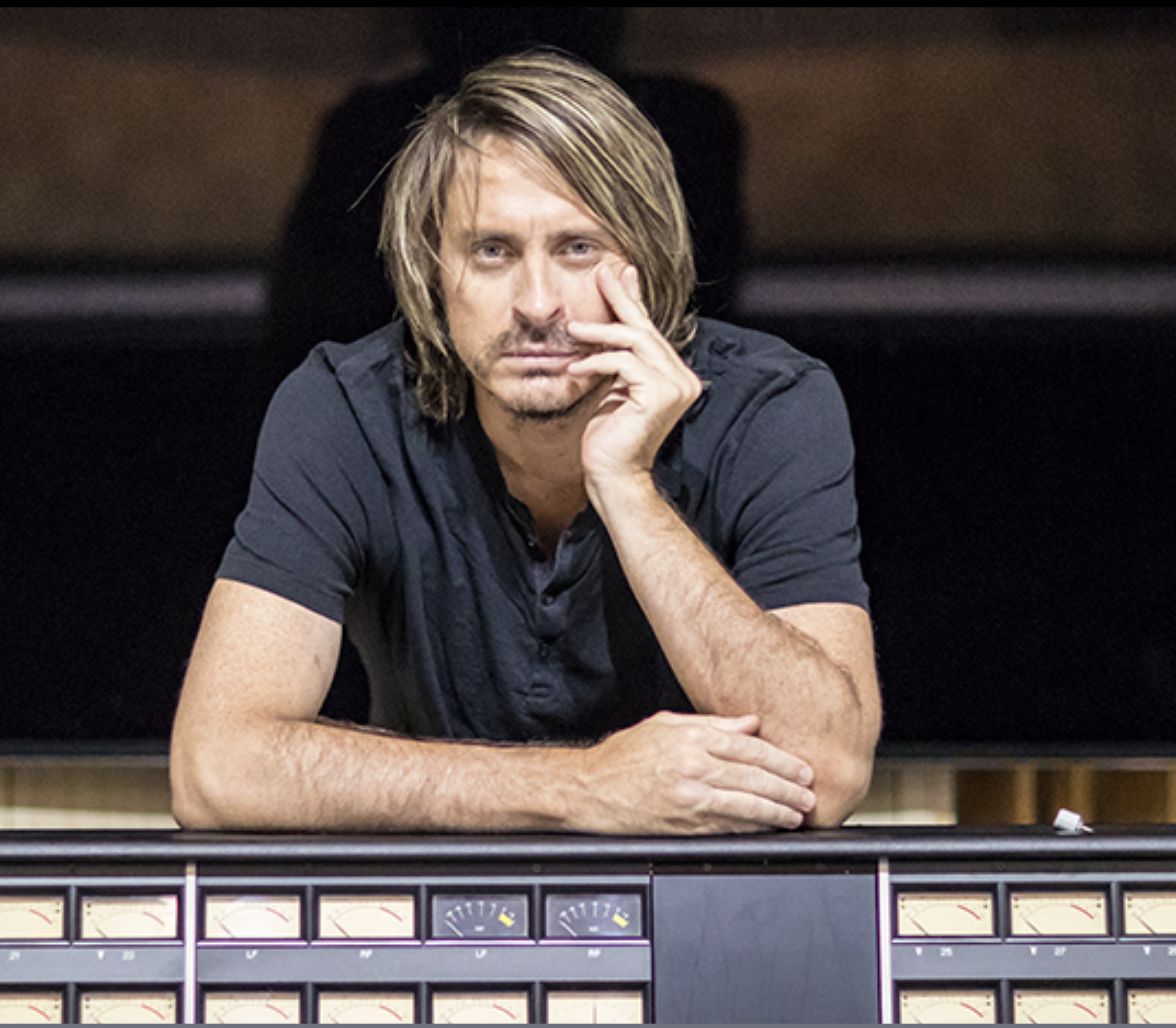
Foto de Jacobo Calderón

Jacobo Calderón Fernández (Madrid; 18 de mayo de 1974) es un reconocido compositor, productor, arreglista, director de doblaje, compositor de bandas sonoras y emprendedor musical español. Ha producido y compuesto 70 discos hasta la fecha, los cuales han vendido más de 10 millones de copias en todo el mundo, recibiendo un total de 55 discos de platino. Por estos trabajos ha sido nominado a un premio Grammy y a un Grammy Latino. y ha ganado varios premios entre los que destacan un Premio de la Música SGAE como arreglista del año, Premio de Composición Jazz SGAE, Premio Tete Montoliu, etc. 

## Inicios
Su padre Juan Carlos Calderón, uno de los más grandes compositores de música melódica en español de la segunda mitad del siglo XX, se encargó personalmente de su formación temprana, permitiendo que Jacobo adquiriera conocimientos específicos de orquestación y composición para música melódica y jazz. A los catorce años comienza estudios formales de solfeo y piano en el Centro Superior de Enseñanza Katarina Gurska de Madrid. Continúa estos estudios con el maestro argentino Carlos Cítera y los completa especializándose en arreglos y composición moderna en la Berklee Boston con varios cursos en Filmin Scoring y en la Escuela de Música Creativa de Madrid con un grado en Producción Musical. Posteriormente se traslada a Miami donde cursa el grado de Music Industry en la Universidad de Miami. Ya en su madurez realiza el Máster en Tecnologías en la Composición de Bandas Sonoras y Música para Videojuegos de la Universidad Complutense de Madrid.

## Carrera como productor discográfico y compositor
Sus canciones han sido interpretadas por Raphael, David Bisbal, Abraham Mateo, Sergio Dalma, Cristian Castro, Álex Ubago, Tamara, Pastora Soler, Myriam Hernández, Carlos Rivera, Mocedades, María Dolores Pradera, Joana Jiménez, Mijares, Ruth Lorenzo, Nuria Fergó y otros cantantes. Como productor ha trabajado con los más grandes artistas latinos, incluyendo a Plácido Domingo, Luis Fonsi, Alejandro Sanz, Paul Anka, Charles Aznavour, Vicente Fernández, Joan Manuel Serrat, Joaquín Sabina, Miguel Bosé, Amaral, Antonio Vega,  María Dolores Pradera, Francisco Céspedes, Laura Pausini, Ricardo Montaner, Miley Cyrus, Juanes, Alejandro Fernández y muchos otros.
Su primera incursión en el mundo discográfico tiene lugar a los 18 años, cuando compone el tema «La duda» para el álbum Encadenado del cantante mexicano Manuel Mijares. Un año más tarde se estrena como arreglista colaborando con su padre en la producción de diversos álbumes como Nino Bravo: 50 Aniversario,  Cecilia (Desde que tú te has ido), el mexicano José Alfredo Jiménez (Y sigue siendo el rey) y Mocedades (Mocedades canta a Walt Disney).Tras estos primeros trabajos, a principios de la década de 2000, produce en solitario los álbumes Cuarto creciente de Maldita Nerea,Ya no es ayer de Raúl, Bravo Francisco de Francisco en homenaje a Nino Bravo, así como el tema «Como hablar», donde participa Amaral, para el álbum Escapadas de Antonio Vega. Es arreglista del álbum ¿Quién Te Cantará? de Edith Márquez y del álbum Con la London Metropolitan Orchestra, Vol. 2 de Ricardo Montaner.
Comienza también su conocida colaboración con Raphael como productor y arreglista del álbum Cerca de ti, al cual contribuye además como compositor del tema «Jugaré a olvidarte». Dos años más tarde, produce y dirige Raphael: 50 años después, un internacionalmente exitoso álbum de duetos en el que participan Paul Anka, Charles Aznavour, Alejandro Sanz, Montserrat Caballé, Joaquín Sabina, Joan Manuel Serrat, Vicente Fernández, Juanes, entre muchos otros artistas. También con Raphael produce y arregla Te llevo en el corazón, un álbum que incluye tres discos dedicados al tango, el bolero y la ranchera. Le sigue Mi gran noche, álbum producido junto a Manuel Martos, hijo de Raphael, De amor y desamor, y 6.0 Aniversario.
Colabora con la joven cantante Tamara, siendo su productor en Emociones en directo, en Perfecto, que incluye un dueto con el mexicano Cristian Castroe Incondicional (a Juan Carlos Calderón), un disco homenaje a su padre que incluye temas clásicos como «Incondicional» (popularizada por Luis Miguel), además del tema inédito de Juan Carlos Calderón, «Era una vez»., y «Al contrario», una composición de Jacobo.
Desde 2000 y a lo largo de 20 años, Jacobo produce varios discos para los concursantes más exitosos de Operación Triunfo, destacando sus trabajos con David Bisbal Sin mirar atrás, para el cual también compuso el tema «Si miro al cielo»y su dueto junto a Miley Cyrus (When I look at you) incluido en la película La última canción. Trabaja también con David Bustamante (20 años y un destino), Nuria Fergó (Sin permiso de nadie), Manu Tenorio (Tres Palabras) y diversas colaboraciones con Rosa López, Chenoa, Pablo López (Me salvas), Gisela (Frozen de Disney), Juan Camús, Edurne (Cenicienta de Disney), Lola Índigo, Ana Guerra, Noelia Franco (Hoy vuelvo a reír otra vez), Famous, etc.
Produce el disco Con el permiso de bola de Francisco Céspedes y Gonzalo Rubalcaba. El álbum es nominado en 2007 al premio Grammy Latino en la categoría de «Mejor álbum tropical tradicional». Un año más tarde, produce Toda mi verdad de la cantante sevillana Pastora Soler, con el cual obtiene el premio al «Mejor álbum de canción española» en los Premios de la Música de la SGAE del año 2008. Tras estos éxitos, en 2008 produce parcialmente el álbum Palabras del silencio del cantante puertorriqueño Luis Fonsi, el cual incluye un dúo con la italiana Laura Pausini. Palabras del silencio es nominado como Mejor álbum de pop latino en los premios Grammy del año 2009.Posteriormente produce parte del el disco A buena hora de Sergio Dalma. Más tarde, dirige la grabación de 40 años con Nino, un disco homenaje a Nino Bravo en el cual participan Marta Sánchez, Paulina Rubio, Luis Fonsi, David Summers, Amaya Montero y Alex Ubago entre otros artistas.
En 2013 produce Gracias a vosotros, dos álbumes antológicos de María Dolores Pradera en los cuales colaboran Armando Manzanero, Joaquín Sabina, Joan Manuel Serrat, Miguel Bosé, Enrique Bunbury, Manolo García, Ana Torroja, Pablo Alborán, entre muchos otros artistas.
En 2020 comienza una fructífera relación profesional con la legendaria cantante chilena Myriam Hernández, llegando a producirle y componerle de manera íntegra más de 4 discos hasta la fecha.  En 2022 Universal Music México publica un disco por el 50 aniversario del grupo Mocedades,  el cual cuenta con los duetos de 30 de  los más grandes artistas latinos del género de la balada y pop como Plácido Domingo, Gloria Trevi, Alejandro Fernández y muchos otros. 
En 2024 produce, arregla y adapta el disco definitivo de Raphael homenajeando a la chanson francesa, el cual incluye un histórico dueto con la leyenda Edith Piaf. 

## Emprendedor musical, divulgador y cazatalentos
Ha fundado el sello discográfico y editorial musical Vivesporella, el cual ha sido apoyado por las multinacionales Universal Music y Sony Music y se ha posicionado como una de la iniciativas más comprometidas con la búsqueda de nuevos talentos musicales. En su faceta de cazatalentos y mánager ha descubierto y llevado la carrera de jóvenes artistas como el español Abraham Mateo, la boy band mexicana Morgana, el trío español Lérica, y la youtuber Bely Basarte. En el caso del gaditano Abraham Mateo, le ha producido y compuesto íntegramente cinco álbumes, llevándole a lo más alto de las listas internacionales y llegando a actuar en recintos emblemáticos como el Auditorio Nacional de CDMX, o el Estadio Vicente Calderón en Madrid.
En 2020 escribe el libro "Cómo se hacen los discos" (guía de producción musical)  y en 2023 escribe el libro "El futuro de la música" (ensayo futurista).

## Carrera en el audiovisual
Es reconocido también por su trabajo con la multinacional Disney. Ha estado a cargo de la dirección musical así como de la adaptación y traducción musical al español de las películas de animación Toy Story 3, Tiana y el Sapo, Enredados, Los Muppets, Pecezuelos, Descubriendo a los Robinsons, Brave, Wreck-It Ralph, entre muchas otras. Ha sido productor y compositor en series adolescentes de Disney como My Camp Rock,  La Gira y Violetta. Igualmente, ha trabajado con artistas anglosajones como Miley Cyrus, Jonas Brothers, Demi Lovato y Selena Gomez.
Ha trabajado como compositor, productor y arreglista del grupo UPA Dance, que surgió de la serie televisiva adolescente Un paso adelante.También compone, junto a la compositora Eva Gancedo, la música de la serie de Telecinco Siete Vidas y, junto al compositor Manel Santisteban, la música de la serie de Globomedia Los Serrano. 
Ha compuesto la música de muchos cortometrajes, entre otros: Cabrales, No son sus ojos (ECAM), Devora Malva (ECAM), Querida Alma, Cabecera Animayo, etc. 
Fue compositor y arreglista del musical Más de cien mentiras, basado en las canciones del cantautor español Joaquín Sabina, y que se presentó en Madrid en 2011 y 2012.
En las ediciones de 2009 y 2015 del Festival de la Canción de Eurovisión fue elegido como jurado español.

## Discografía (parcial)
Discos producidos y/o compuestos por Jacobo Calderón
- "Ayer...Aún" (2024) Raphael Álbum producción
- "Tauro" (2023) Myriam Hernández Álbum producción y composición
- "Ahora" (2023) Dani Botillo Álbum producción
- "Nuestra Navidad" (2022) Myriam Hernández Álbum producción y composición
- "Infinito Duets" (2022) Mocedades Álbum producción y composición. Duetos con Plácido Domingo, Gloria Trevi, Il Divo, Christian Nodal, Morat, Carlos Rivera, Myriam Hernández, Reik, Edith Márquez, David Bisbal, Emmanuel, Lucero, Manuel Mijares, Río Roma, Gian Marco, Andrés Cepeda, Ana Torroja, Carlos Baute, Ednita Nazario, Fonseca, Luciano Pereyra, Pablo Milanés, Pedro Fernández, Arthur Hanlon
- "Con Permiso" (2022) Nuria Fergó Álbum producción y composición
- "Sinergia" (2022) Myriam Hernández Álbum producción y composición
- "20 Años y un Destino" (2021) David Bustamante Álbum producción
- "Raphael 6.0" (2020) Raphael Single producción. Dueto con Omara Portuondo
- "Dos Corazones" (2020) Tamara Álbum producción
- "En ruinas" (2019) Noelia Franco Single producción y composición
- "Desde mi Otro Cuarto" (2018) Bely Basarte Álbum producción y composición
- "Cien Mil Motivos" (2015) Lerica Álbum producción y composición
- "Agua y Fuego" (2015) Belle Pérez Álbum producción y composición
- "Are you Ready" (2015) Abraham Mateo Álbum producción y composición
- "Who I Am" (2014) Abraham Mateo Álbum producción y composición
- "Morgana" (2014) Morgana Álbum producción y composición
- "Una vez más" (2014) Carlos Rivera Single composición
- "Te veo" (2014) Ruth Lorenzo Single composición
- "Incondicional" (2014) Tamara Álbum producción y composición
- "Mi gran Noche" (2013) Raphael Álbum producción
- "Gracias a Vosotros 2" (2013) María Dolores Pradera Álbum producción. Duetos con Amaia Montero, Dani Martín, Enrique Bunbury, Estrella Morente, José Mercé, Rosana, Sole Giménez, Amaya Uranga, Ana Torroja, Armando Manzanero, Carlos Baute, Carmen París
- "Gracias a Vosotros" (2012) María Dolores Pradera Álbum producción y composición. Duetos con Joaquín Sabina, Joan Manuel Serrat, Diego el Cigala, Sergio Dalma, Pablo Alborán, Ana Belén, Miguel Poveda, Manolo García, Luis Eduardo Aute, Diana Navarro, Pasión Vega, Raphael, Miguel Bosé, Víctor Manuel
- "AM" (2012) Abraham Mateo Álbum producción y composición
- "Amores de Papel" (2012) Álex Ubago Single composición
- "Joana Jimenez" (2011) Joana Jiménez Álbum producción y composición
- "Las Flores de mi Esperanza" (2011) Joana Jiménez Álbum producción y composición
- "Te llevo en el Corazón" (2010) Raphael Triple album producción (Tango, Bolero, Ranchera)
- "Sin Mirar Atrás" (2009) David Bisbal Álbum producción y composición
- "Abraham Mateo" (2009) Abraham Mateo Álbum producción y composición
- "Cuarenta años con Nino" (2009) Nino Bravo Álbum producción para Paulina Rubio, Luis Fonsi, Marta Sánchez, David Bisbal, Amaia Montero, David Summers, Merche, Cristian Castro, Tamara, Álex Ubago, Raquel del Rosario
- "Cincuenta Años Después" (2008) Raphael Álbum producción. Duetos con Alejandro Sanz, Charles Aznavour, Montserrat Caballé, Juanes, Joan Manuel Serrat, David Bisbal, Joaquín Sabina, Rocío Jurado, Rocío Dúrcal, Salvatore Adamo, José Luis Perales, Paul Anka, Paloma San Basilio, Alaska, Ana Belén, Víctor Manuel, Miguel Ríos, Mónica Naranjo, Miguel Bosé
- "Palabras del Silencio" (2008) Luis Fonsi Álbum producción. Incluye dueto con Laura Pausini
- "A buena Hora" (2008) Sergio Dalma Álbum producción
- "Tres Palabras" (2008) Manu Tenorio Álbum producción
- "Toda mi Verdad" (2007) Pastora Soler Álbum producción
- "Perfecto" (2007) Tamara Álbum producción
- "Cerca de ti" (2006) Raphael Álbum producción y composición
- "Bravo Francisco" (2006) Francisco Raps Álbum producción
- "Con el Permiso de Bola" (2006) Francisco Céspedes Gonzalo Rubalcaba Álbum producción
- "Emociones en Directo" (2006) Tamara Álbum producción
- "Ya no es ayer" (2005) Raúl Álbum producción
- "N1NO" (2005) Nino Bravo Álbum producción
- "Quien te cantará" (2005) Edith Márquez Álbum producción
- "Escapadas" (2004) Antonio Vega Single producción. Dueto con Amaral
- "Con la London Metropolitan Orchestra" (2004) Ricardo Montaner Álbum producción
- "Cuarto Creciente" (2003) Maldita Nerea Álbum producción
- "Bustamante" (2002) David Bustamante Álbum producción
- "UPA Dance" (2002) UPA Dance Álbum producción
- "Y sigue Siendo el Rey" (2000) José Alfredo Jiménez Álbum producción. Duetos con Plácido Domingo, Alexandre Pires
- "Nino Bravo Duetos 2" (1998) Nino Bravo Álbum producción
- "Mocedades canta a Walt Disney" (1997) Mocedades Álbum producción
- "Desde que tú te has ido" (1995) Cecilia Álbum producción
- "Cincuenta Aniversario" (1994) Nino Bravo Single producción
- "Encadenado" (1993) Manuel Mijares Single composición

## Influencias
Su estilo a la hora de arreglar sigue la tradición jazzística es su versión de fusión, como es la del artista y compositor Donald Fagen, el legendario grupo de funk Earth, Wind and Fire o las orquestaciones de maestros americanos como Don Sebesky o Burt Bacharach. Su estilo componiendo es deudor de las melodías latinoamericanas del bolero y de las grandes canciones melódicas europeas de Edith Piaf o Luis Miguel, muy en línea con el estilo que desarrolló su propio padre. En sus orquestaciones se desprende un aire cinematográfico que le ha llevado en los últimos tiempos a intentar dar el salto al mundo de las BSO. 